# Condensatorenbatterij

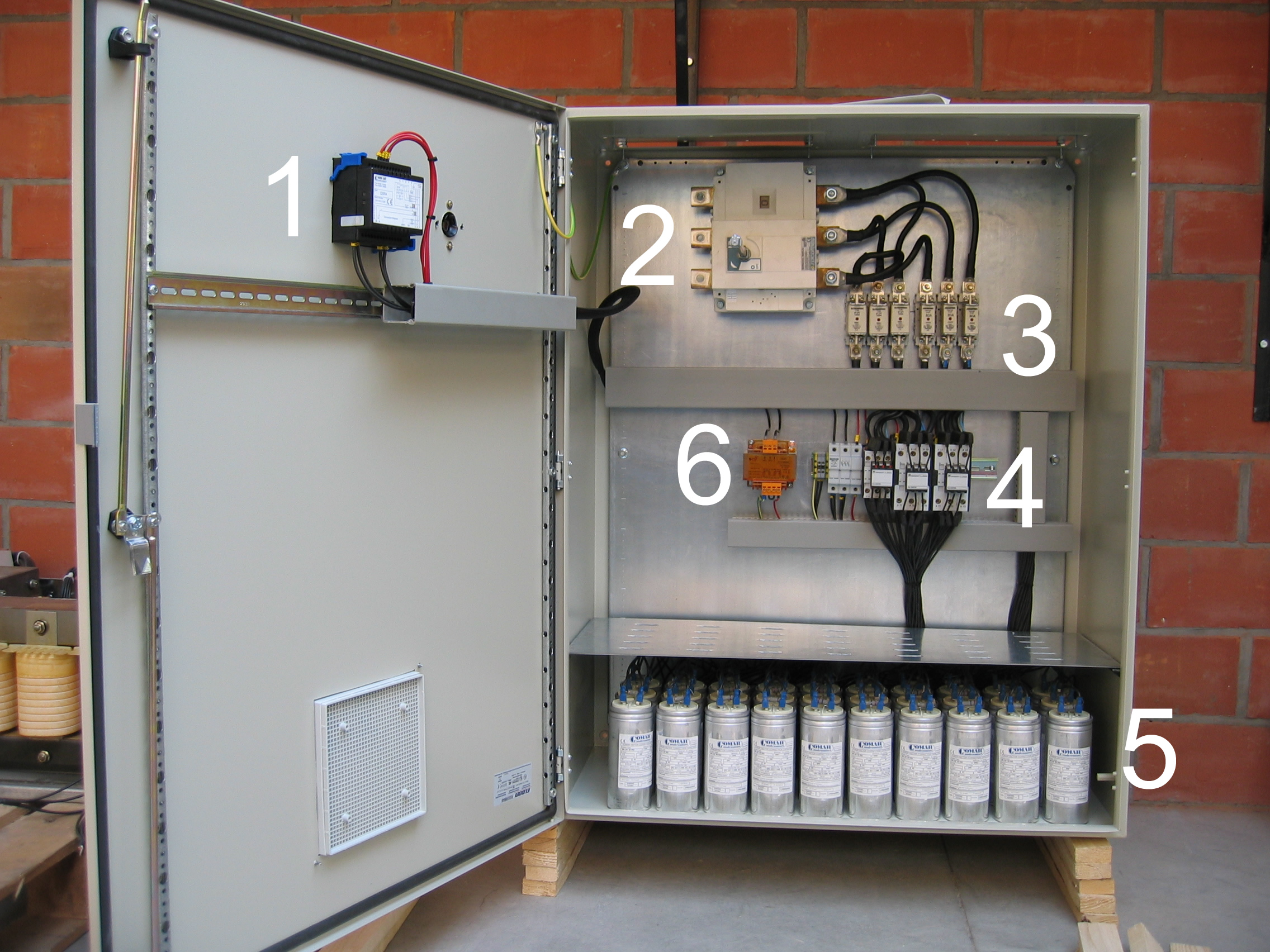
Legenda:
1. Regelaar
2. Aansluitpunten
3. Beveiliging (HOV-zekeringen)
4. Contactoren (magneetschakelaars)
5. Condensatoren (monofazige tubes, in driehoek geschakeld)
6. Transformator 400/230V voor stuurspanning (kontaktoren)

Een condensatorenbatterij is een toestel dat zorgt voor cos phi-verbetering. Het bestaat doorgaans uit een aantal condensatoren, die worden geschakeld door middel van contactoren. De stuurspanning van deze contactoren wordt geregeld door de regelaar (varmetrisch relais), die de cos phi in een elektrisch net berekent.
Voor de berekening van de cos phi doet de regelaar beroep op een stroommeetspoel (vaak TI genaamd; Transfo d'Intension) die de stroom meet op één fase (driefasennet), meestal wordt de TI gekozen met een primaire stroom aangepast aan het net, en een secundaire stroom van 5 A (naargelang de regelaar). De regelaar meet de spanning steeds op de twee fasen waarop geen stroom wordt gemeten.
Naargelang verbruik en cos phi in het betreffende elektrisch net zal de regelaar contactoren aansturen en op die manier het vermogen aan condensatoren gaan bepalen.
Als men spreekt over cos phi-verbetering, dan heeft men het ook wel over arbeidsfactorverbetering.